# Cantone di Nyons
Il Cantone di Nyons era un cantone della Francia dell'arrondissement di Nyons.
A seguito della riforma approvata con decreto del 20 febbraio 2014, che ha avuto attuazione dopo le elezioni dipartimentali del 2015, è stato soppresso.

## Composizione
Comprendeva i comuni di:
- Arpavon
- Aubres
- Châteauneuf-de-Bordette
- Chaudebonne
- Condorcet
- Curnier
- Eyroles
- Mirabel-aux-Baronnies
- Montaulieu
- Nyons
- Piégon
- Les Pilles
- Sainte-Jalle
- Saint-Ferréol-Trente-Pas
- Saint-Maurice-sur-Eygues
- Valouse
- Venterol
- Vinsobres